# Stopplaats Hengelo FBK stadion

Stopplaats Hengelo FBK stadion is een voormalige stopplaats aan de spoorlijn Zutphen - Glanerbrug in de Nederlandse gemeente Hengelo.
De stopplaats lag tussen Hengelo en Enschede op km 46,360, ter hoogte van de kruising met de Kuipersdijk. Het perron is laag en kort (~30 meter) en lag aan de stamlijn naar Hengelo raccordement AKZO en het is bereikbaar via het rangeerterrein van station Hengelo. De stamlijn is geëlektrificeerd van station Hengelo tot en met de Kuipersdijk.
De stamlijn naar de AKZO loopt sinds 2017 niet verder dan de Kuipersdijk, waardoor het aanwezige perron nog wel bereikbaar is. Het station heeft een lange tijd verlaten gelegen, maar is inmiddels gesloopt. 

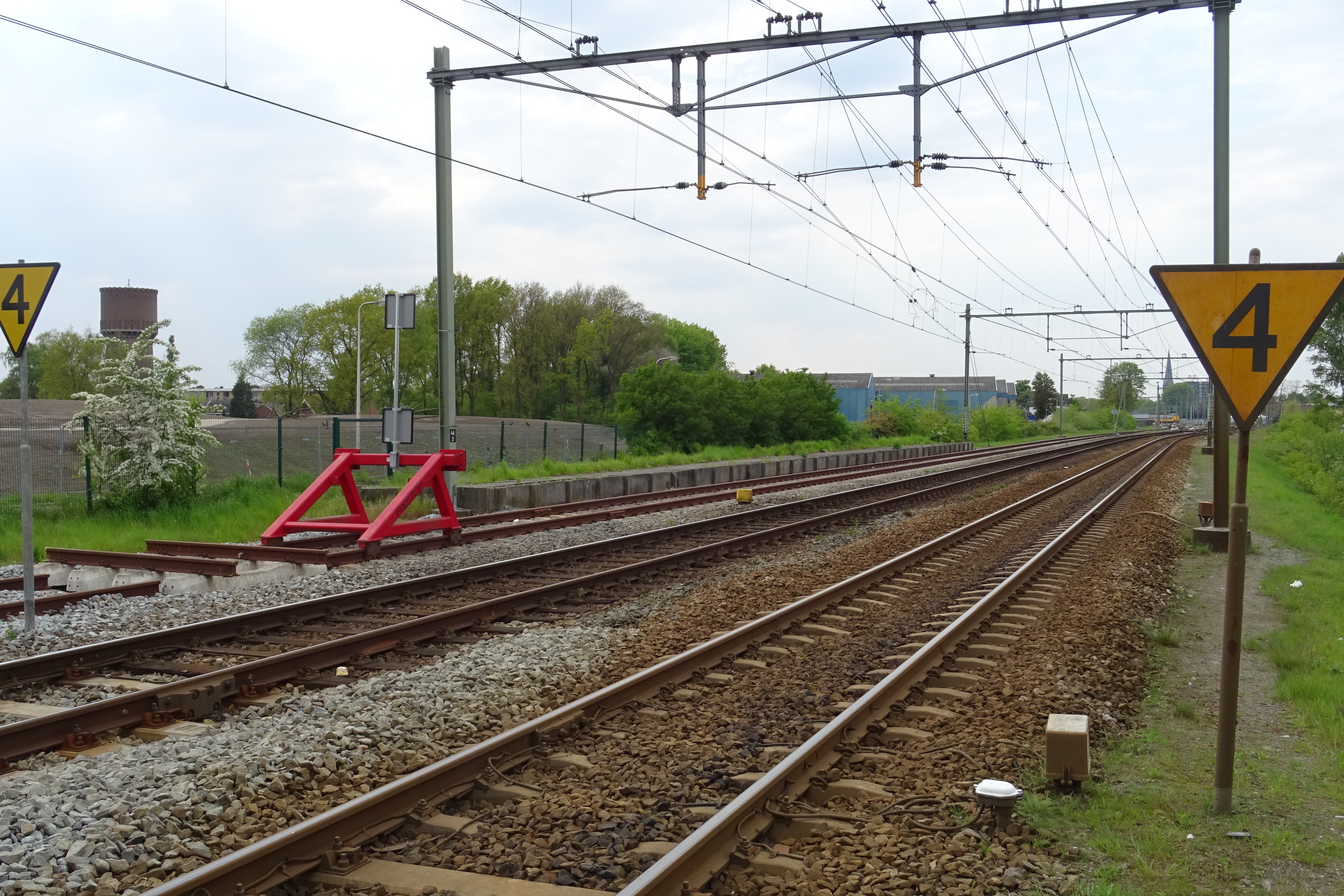
Perron van voormalige stopplaats Hengelo FBK stadion. De stamlijn voor Hengelo raccordement AKZO is sinds 2017 door het stootblok afgesloten. De foto is genomen in de richting van Hengelo vanaf de overgang van de Kuipersdijk.

De stopplaats is geopend in augustus 1988 en is slechts enkele malen gebruikt tijdens wedstrijden in het nabijgelegen Fanny Blankers-Koen Stadion. Er zijn in 2007 en 2012 acties geweest om de stopplaats weer voor de FBK games te openen.
Uiteindelijk is voor een busverbinding gekozen.
Tot 1936 lag een kilometer verder richting Enschede de stopplaats De Waarbeek.